# Peyrehorade Sports Rugby Pays d'Orthe et Arrigans
 (décembre 2020).
 (décembre 2020).
La mise en forme du texte ne suit pas les recommandations de Wikipédia : il faut le « wikifier ».
Les points d'amélioration suivants sont les cas les plus fréquents. Le détail des points à revoir est peut-être précisé sur la page de discussion.
- Les titres sont pré-formatés par le logiciel. Ils ne sont ni en capitales, ni en gras.
- Le texte ne doit pas être écrit en capitales (les noms de famille non plus), ni en gras, ni en italique, ni en « petit »…
- Le gras n'est utilisé que pour surligner le titre de l'article dans l'introduction, une seule fois.
- L'italique est rarement utilisé : mots en langue étrangère, titres d'œuvres, noms de bateaux, etc.
- Les citations ne sont pas en italique mais en corps de texte normal. Elles sont entourées par des guillemets français : « et ».
- Les listes à puces sont à éviter, des paragraphes rédigés étant largement préférés. Les tableaux sont à réserver à la présentation de données structurées (résultats, etc.).
- Les appels de note de bas de page (petits chiffres en exposant, introduits par l'outil «  Source ») sont à placer entre la fin de phrase et le point final[comme ça].
- Les liens internes (vers d'autres articles de Wikipédia) sont à choisir avec parcimonie. Créez des liens vers des articles approfondissant le sujet. Les termes génériques sans rapport avec le sujet sont à éviter, ainsi que les répétitions de liens vers un même terme.
- Les liens externes sont à placer uniquement dans une section « Liens externes », à la fin de l'article. Ces liens sont à choisir avec parcimonie suivant les règles définies. Si un lien sert de source à l'article, son insertion dans le texte est à faire par les notes de bas de page.
- La présentation des références doit suivre les conventions bibliographiques. Il est recommandé d'utiliser les modèles {{Ouvrage}}, {{Chapitre}}, {{Article}}, {{Lien web}} et/ou {{Bibliographie}}. Le mode d'édition visuel peut mettre en forme automatiquement les références.
- Insérer une infobox (cadre d'informations à droite) n'est pas obligatoire pour parachever la mise en page.

Pour une aide détaillée, merci de consulter Aide:Wikification.
Si vous pensez que ces points ont été résolus, vous pouvez retirer ce bandeau et améliorer la mise en forme d'un autre article.
Actualités
Le Peyrehorade Sports Rugby Pays d'Orthe et Arrigans est un club français de rugby à XV basé à Peyrehorade dans les Landes. Il évolue pour la saison 2024-2025 en Fédérale 2.
Depuis sa création en 1904, le club est toujours resté à un niveau élevé, le plus souvent en deuxième division. Dans les années 1980 et 1990, il a accédé à plusieurs reprises à la première division. Il a ainsi fait partie des 40 premiers clubs français au milieu des années 1990.
Le club est réputé pour son école de rugby, fondée en 1967 et qui s'était distinguée en organisant à l'époque un service de ramassage scolaire. 
Plusieurs joueurs formés à Peyrehorade ont évolué au plus haut niveau, certains ont joué en équipe de France. Parmi les plus connus, on retrouve Michel Taffary, Christophe Lamaison, Jean-Frédéric Dubois et Julien Peyrelongue.

## Histoire
Le rugby est introduit à Peyrehorade en 1902, en provenance de Bordeaux où des étudiants peyrehoradais découvrent ce sport ; de retour chez eux, ceux-ci commencent à organiser à partir de 1903 des défis rugbystiques avec d'autres étudiants de Dax et de Biarritz. L'activité rugbystique se structure en 1904, donnant naissance à l'Aspremontoise,, par référence au château d'Aspremont. Le club est engagé dès la saison 1904-1905 dans le championnat de Côte basque-Landes, avec les couleurs rouge et blanc, affrontant entre autres l'US Dax, le Biarritz olympique, le SA Mauléon et l'US Orthez.
En 1921, l'Aspremontoise est renommée Peyrehorade Sports ; le changement d'identité est acté dans la publication du 12 janvier 1921 du Journal officiel,.
Lors de la saison 1931-1932, le Peyrehorade Sports accède à la première division, qui comptait alors 40 équipes. Il doit sa place au schisme que connaît alors le rugby français, avec l'organisation par l'UFRA d'une compétition parallèle, avec les meilleurs clubs français. Peyrehorade est alors un club professionnel, mais l'aventure ne dure qu'une saison, du fait de la faillite du mécène,. Après s'être maintenu au terme de cette première saison, le club ne réitère pas la performance en 1932-1933 et est relégué en division Honneur.
Alors que de nouvelles sections sportives rejoignent celle de rugby, le Peyrehorade Sports omnisports se structure en 1936.
En 1942, le club abandonne sa couleur rouge, le textile de cette couleur étant difficilement approvisionnable pendant la Seconde Guerre mondiale ; ce changement permet également de se démarquer des voisins de l'US Dax. Monsieur Bellan, marchand local d'articles sportifs, fournit alors un jeu de maillots verts, dont la couleur perdurera pour la suite de l'histoire de l'équipe,,. Le Peyrehorade Sports retrouve la première division pour la saison 1943-1944. 
Aux lendemains de la guerre, le championnat est réorganisé au niveau fédéral : le club de Peyrehorade se trouve en deuxième division en 1946.
Peyrehorade s'appuie depuis 1967 sur son école de rugby, créée à l'initiative de Gaston Dubois, futur président du club, Eugène Richert, maire de Port-de-Lanne, et de Bernard Lesgourgues ; elle constitue alors un modèle d'innovation et d'organisation, rassemblant les jeunes joueurs des communes alentour en assurant le service de navettes de transport,.
Dans les mêmes années, le club remporte à deux reprises le Challenge de l'Essor, compétition dédiée aux pensionnaires du championnat de France de 2e division, en 1965 et 1968.
En 1989, l'équipe junior est sacrée championne de France en catégorie Balandrade.
L'équipe est sacrée championne de France de Fédérale 2 en 1994, comptant notamment dans ses rangs Jean-Frédéric Dubois.
Le club monte alors en première division groupe B puis en groupe A2 en 1997.
Le 31 mai 1997, les cadets peyrehoradais sont sacrés champions de France, au terme d'une finale remportée au Parc des Princes face au FC Grenoble,,.
En 2007, le club de rugby quitte la structure du club omnisports afin de retrouver son autonomie ; il adopte alors le nom Peyrehorade Sports Rugby Pays d'Orthe,,. Cinq ans plus tard, il intègre dans sa structure l'école de rugby, cette dernière n'existant jusqu'alors que sous le statut d'association,.
En mars 2020, le championnat est stoppé en cours de saison en raison du confinement lié à la pandémie de Covid-19 en France. En marge de la réorganisation des compétitions fédérales, la Fédération française de rugby propose au club de Peyrehorade une accession en Fédérale 1 étant donné son classement lors de la saison 2019-2020 ; ce dernier refuse néanmoins la proposition et reste en Fédérale 2 pour la saison 2020-2021.

## Palmarès

### Palmarès de l'équipe première
La liste suivante récapitule le palmarès national et régional de l'équipe première du club de Peyrehorade :
Compétitions nationales
- Championnat de France de 2e division :
  - Champion : 1994.
- Challenge de l'Essor :
  - Champion : 1965 et 1968.

Compétitions régionales
- Championnat de Côte basque :
  - Champion : 1942 (Promotion), 1949 (Honneur)[note 3].

### Palmarès des autres équipes
La liste suivante récapitule le palmarès national des équipes juniors et de l'équipe réserve du club de Peyrehorade :
Équipe réserve
- Champion de France :
  - Champion : 1977[1], 1978[1], 2000[1],[19].

Équipe espoirs
- Championnat de France :
  - Champion : 2024

Équipe junior
- Championnat de France (Balandrade) :
  - Champion : 1989.
- Championnat du challenge des Provinces :
  - Champion : 1978, 1991
- Championnat de Côte basque :
  - Champion : 1987

Équipe cadets
- Championnat de France (Alamercery):
  - Champion : 1997.
- Championnat de Côte basque :
  - Champion : 1979, 1982, 1983, 1986, 1987

## Structures

### Stades
Pour les premières années du club, les rencontres sont organisées sur un terrain au bord du Gave de Pau.
En 1923, le club abandonne le terrain de la Sablière et s'implante près de la route de Pau ; ce dernier sera par la suite renommé stade Paul-Dabadie. À la suite d'un incendie, la tribune en bois est remplacée par des installations métalliques en 1954.
Le 11 septembre 1966, le nouveau parc des sports municipal de Peyrehorade est inauguré ; il sera plus tard renommé stade docteur-Joseph-Dabadie, en l'honneur de son ancien président emblématique, décédé en décembre 1977,,.

### Autres équipes

#### Équipes juniors
Les équipes cadets et junior Baladrande de Peyrehorade se regroupent avec celles de Salies-de-Béarn, Labatut et Puyoô en tant qu'entente Gavadour XV de 2002 à 2007.
L'école de rugby renouvelle l'expérience à partir de 2017, s'associant avec celle du Rugby Club béarnais, club représentant les villes de Salies-de-Béarn, Sauveterre-de-Béarn et Puyoô.

#### Équipe féminine
À l'orée de la saison 2018-2019, le club acte la création d'une équipe féminine senior. Elle se constitue particulièrement autour des anciennes joueuses du Stade montois ; ces dernières, ayant décroché ainsi leur accession pour l'Élite 2 la saison précédente, ont en effet vu leur promotion refusée sur un plan administratif par les instances de l'association du Stade montois, contre leur avis,. En réponse à cette décision, l'ensemble des joueuses et de l'encadrement sportif quittent finalement Mont-de-Marsan, la majorité rejoignant Peyrehorade.

## Bilan saison par saison
(décembre 2020).

### Années 1950-1960: une place stable en deuxième division
Position de Peyrehorade dans la hiérarchie. Pendant toute cette décennie, Peyrehorade évolue en deuxième division, appelée "Excellence" puis, à partir de la saison 1954-1955, "Fédérale". La première division est appelée "Fédérale" puis, à partir de la saison 1954-1955, "Nationale". Elle compte 48 clubs au début de la décennie et 56 clubs à la fin (lors de la saison 1953-1954, elle a connu un pic à 80 clubs). 
Saison 1950-1951. Peyrehorade évolue en deuxième division, appelée Excellence A (48 clubs, répartis en 8 poules de 6). 
Saison 1951-1952. Peyrehorade évolue en deuxième division, appelée Excellence. Il se qualifie pour les play-offs (poules de 3) puis pour les phases finales. Il passe deux tours et est éliminé par Cahors en 1/4 de finale.
Saison 1952-1953. Peyrehorade évolue toujours en Excellence et se qualifie pour les play-offs (mais pas pour les phases finales).
Saison 1953-1954. Peyrehorade évolue toujours en Excellence, se qualifie pour les phases finales, il passe deux tours et est éliminé par Lyon en 1/4 de finale.
Saison 1954-1955. Peyrehorade évolue en deuxième division, rebaptisée Fédérale. Il termine 4ème (sur 8) de sa poule, se qualifie pour les 16ème de finale et est éliminé par Niort Métro en 1/8ème de finale.
Saison 1955-1956. Peyrehorade évolue en Fédérale (deuxième division) et se classe 3ème (sur 8) de sa poule. Il se qualifie pour les 16ème de finale (élimination par St Junien).
Saison 1956-1957. Peyrehorade évolue en Fédérale (deuxième division) et se classe 1er de sa poule. Il se qualifie pour les 16ème de finale, fait match nul contre Bellegarde mais est éliminé.
Saison 1957-1958. Peyrehorade évolue en Fédérale (deuxième division) et se classe 5ème (sur 8) de sa poule, se qualifie et est éliminé par Aire-sur-l'Adour en 16ème de finale.
Saison 1958-1959. Peyrehorade évolue en Fédérale (deuxième division), termine 4ème (sur 8) de sa poule, se qualifie et est éliminé par le Stade Bordelais en 16ème de finale.
Saison 1959-1960. Peyrehorade évolue en Fédérale (deuxième division), où il termine 7ème (sur 8) de sa poule.

### Années 1960-1970: toujours la deuxième division et deux titres de champion de l'Essor
Position de Peyrehorade dans la hiérarchie. Pendant toute cette décennie, il y a une grande stabilité dans l'organisation du championnat de France. La première division, dite "Nationale", comprend 56 équipes jusqu'en 1966-1967, et 64 ensuite. Peyrehorade évolue en deuxième division (dénommée "Fédérale"). 
Evolution des règles. À partir de 1969, il est interdit de botter directement le ballon en touche quand le botteur ne se situe pas dans ses propres 22 mètres (le ballon doit rebondir avant de sortir). Sinon, une mêlée en faveur du camp défenseur est ordonnée à l'endroit où le coup de pied a été donné.
Saison 1960-1961. Peyrehorade termine deuxième (sur 8)  de sa poule. Il se qualifie, passe un tour et échoue face à Condom en quarts de finale.
Saison 1961-1962. Après un départ catastrophique, Peyrehorade termine troisième de sa poule et se qualifie pour les 16ème de finale, où il est éliminé par CASG Paris.
Saison 1962-1963. Peyrehorade termine dernier de sa poule.
Saison 1963-1964. Peyrehorade termine 5ème de sa poule.
Saison 1964-1965. Peyrehorade est champion du Challenge de l'Essor (il bat Pamiers en finale). En championnat, il termine troisième de sa poule. Il est éliminé par Gaillac en 16ème de finale.
Saison 1965-1966. Peyrehorade termine troisième de sa poule. Il est éliminé par Castelsarrazin en quart de finale.
Saison 1966-1967. Peyrehorade termine 7ème de sa poule.
Saison 1967-1968. Peyrehorade décroche à nouveau le titre de champion du Challenge de l'Essor, en battant Gaillac en finale. En championnat, évolution de la formule, avec une première division qui passe à 64 clubs répartis en 8 poules de 8 clubs. Peyrehorade évolue en deuxième division (Fédérale) où il termine 5ème de sa poule.
Saison 1968-1969. Peyrehorade termine 6ème de sa poule.
Saison 1969-1970. Peyrehorade achève sa décennie en deuxième division. Il termine 7ème de sa poule.

### Années 1970-1980: de la deuxième à la première division
Position de Peyrehorade dans la hiérarchie. Pendant cette décennie, la formule du championnat a été modifiée à plusieurs reprises. La première division (appelée "Nationale" jusqu'en 1972-1973) comprend 64 équipes au départ et passe à 80 équipes en 1974-1975. Peyrehorade évolue en deuxième division (dite "Fédérale") jusqu'en 1972-1973. La saison suivante, il accède à la première division. La deuxième partie de la décennie sera marquée par des passages entre la première et la deuxième division.
Evolution des règles. En 1973, l'essai passe de 3 à 4 points. L’arrêt de volée sur tout le terrain est interdit à partir de 1977, il n'est désormais possible qu'à  l'intérieur des 22 m. Le joueur faisant l'arrêt de volée doit avoir les deux pieds au sol (cette règle sera supprimée en 2004, les arrêts de volée pourront se faire même si le joueur est en l'air). En 1978, possibilité de remplacer deux joueurs maximum, uniquement sur blessure.
Saison 1970-1971. Peyrehorade évolue en deuxième division ("Fédérale") et termine à la 6ème place (sur 8) de la poule. 
Saison 1971-1972. Peyrehorade évolue en deuxième division  ("Fédérale"), qui compte 80 équipes.
Saison 1972-1973. Peyrehorade évolue en deuxième division  ("Fédérale") et se classe 4ème de sa poule.
Saison 1973-1974. Peyrehorade évolue en première division dans la poule H du groupe B. Il termine 6ème de sa poule et doit disputer la coupe Jauréguy pour assurer son maintien. Il termine dernier de sa poule et est rétrogradé en deuxième division.
Saison 1974-1975. Peyrehorade évolue en deuxième division (qui est passée de 81 à 96 équipes la saison précédente). Il termine deuxième de sa poule (derrière Coarraze-Nay) et se qualifie pour les 32ème de finale où il bat Lembeye. Il bat Lannemezan au tour suivant et est éliminé par Montélimar en 8ème de finale. Il remonte en première division
Saison 1975-1976. Peyrehorade évolue en première division Groupe B et termine 6ème de sa poule et redescend en deuxième division. 
Saison 1976-1977. Peyrehorade évolue en deuxième division et termine premier de sa poule. Qualifié pour les phases finales, il tombe dès le premier tour (en 32ème de finale) face à Lormont.
Saison 1977-1978. Peyrehorade évolue en deuxième division et termine deuxième de sa poule, à 6 points de Hendaye. Il fera ensuite un très bon parcours dans la course au titre, atteignant la demi-finale, où il perd face à la Seyne (qui lui-même perdra en finale contre Condom). Il remonte en première division groupe B
Saison 1978-1979. Peyrehorade évolue en première division Groupe B et termine 4ème de sa poule, derrière Montchanin, Angoulême et Lombez. Il n'est pas qualifié pour les phases finales.
Saison 1979-1980. Peyrehorade évolue en première division dans le Groupe B mais une nouvelle évolution du championnat est intervenue. La première division comporte toujours un groupe A et un Groupe B à 40 clubs chacun mais seuls les clubs du Groupe A peuvent désormais participer à la course au titre. Les 40 clubs du Groupe B disputent un championnat à part qui correspond de fait, même s'il n'en porte pas le nom, à un championnat de deuxième division. Peyrehorade termine 6ème de sa poule, il se qualifie pour les 16ème de finale (élimination par Nîmes).

### Années 1980-1990: moitié du temps en première division, moitié du temps en seconde
Position de Peyrehorade dans la hiérarchie. Pendant cette décennie, la formule du championnat évolue à la marge, avec une première division à 80 clubs (divisée en deux, avec un Groupe A et un Groupe B) et une deuxième division à 96 équipes.  
Saison 1980-1981. Peyrehorade évolue en première division Groupe B et termine 7ème de sa poule. Il est qualifié pour les phases finales, élimine Hagetmau puis Niort et termine sa course en quart de finale, battu par Tyrosse, qui décrochera le titre de champion.
Saison 1981-1982. Peyrehorade évolue toujours en première division Groupe B et termine 5ème de sa poule. Il se qualifie pour les phases finales et tombe dès le premier tour face à Vienne.
Saison 1982-1983. Peyrehorade évolue en première division Groupe B et termine 9ème de sa poule. Il retourne en deuxième division.
Saison 1983-1984. Peyrehorade évolue en deuxième division. Il termine 3ème de sa poule, se qualifie pour les 32ème de finale où il est éliminé par Cognac.
Saison 1984-1985. Peyrehorade évolue en deuxième division et termine premier de sa poule. Il élimine Moissac en 32ème de finale mais échoue dès les 16ème de finale face à Salles. 
Saison 1985-1986. Peyrehorade évolue en deuxième division, se qualifie pour les phases finales et il est éliminé dès les 32ème de finale par Soustons.
Saison 1986-1987. Peyrehorade évolue toujours en deuxième division, il y fait un départ poussif (seulement 6ème à l'issue des matchs de poule) mais termine premier de sa poule de Play-off (devant Mauléon) et effectue un bon parcours dans les phases finales, éliminant Mouguerre puis Macon, avant d'échouer en demi-finale contre Vichy, qui deviendra champion de France. Les Verts remontent en première division.
Saison 1987-1988. Nouvelle évolution du championnat de première division, toujours avec 80 clubs, et qui se dispute en deux phases. La première phase, dite phase de brassage, se dispute avec 16 poules de 5 équipes. À l'issue de cette phase, les deux premiers de chaque poule, soit 32 clubs, participent ensuite à une deuxième phase de qualification (appelée Groupe A) pour les phases finales. Les autres sont versés dans le groupe B. C'est le cas de Peyrehorade et ça se passe mal : dernier de la poule, il redescend en deuxième division.
Saison 1988-1989. Peyrehorade évolue en deuxième division, qui se dispute en deux temps : une phase de poules suivie d'une phase de play-off. Peyrehorade termine premier de sa poule et de sa poule de Play-off. Il se qualifie pour les 16ème de finale où il élimine Gaillac. Il élimine ensuite Decazeville et échoue en quarts face à Saint-Girons. Il remonte en Première division Groupe B.
Saison 1989-1990. Peyrehorade est remonté en première division Groupe B, où il dispute une phase de brassage (poule de 5 équipes) suivie d'une phase classique (poule de 8). Une nouvelle fois, ça se passe mal (dernier de la poule dans les deux cas), et malgré une bonne fin de championnat, il redescend immédiatement en deuxième division.

### Années 1990-2000: l'année du plus beau titre
Position de Peyrehorade dans la hiérarchie. 1994 est évidemment la plus belle année de l'histoire du club avec le titre de deuxième division en 1994. Mais cette décennie marque un grand chamboulement avec l'arrivée du rugby professionnel (en 1995 pour la première division, 1999 pour la deuxième division) et une élite qui va fortement se resserrer.
Evolution des règles. En 1992, l'essai passe de 4 à 5 points. En 1995, l'ascenseur est autorisé en touche. En 1996, possibilité d'avoir 22 joueurs sur la feuille de match et de les utiliser à loisir.
Saison 1990-1991. Peyrehorade vient de descendre du groupe B de la première division (cette division compte alors 80 équipes) et évolue en deuxième division. Il termine 7ème de sa poule (de 10 équipes) et se maintient.
L'équipe 2 remporte le challenge des provinces face au Stade Toulousain.
Saison 1991-1992. Le championnat de deuxième division se déroule une fois de plus en deux temps : une phase de poules classique, suivie d'une phase de play-off. Peyrehorade termine 4ème de sa poule (derrière Soustons, Saint-Paul-lès-Dax et Nérac) mais premier de sa poule de Play-off devant Castelsarrasin et  Soustons. Il se qualifie pour les 16ème de finale, perd contre Fleurance et reste en deuxième division. 
Jean-Frédéric « Jeff » Dubois, 18 ans à peine, fait ses premiers pas en équipe Fanion. 
Saison 1992-1993. Peyrehorade évolue en deuxième division. L'équipe Fanion confirme les gros progrès de la saison précédente, termine première de sa poule puis première de sa poule de play-off. Elle échoue en 16ème de finale contre La Teste et reste en deuxième division.
Saison 1993-1994. C'est l'année du titre de champion de France de deuxième division, la plus grosse récompense jamais obtenue par le Club. Les Verts dominent leur poule, surclassent bien des adversaires avec des scores fleuves et laissent Mugron (le deuxième) à 10 points. Ils terminent également premiers de leur poule de play-off et se qualifient pour les phases finales. Ils éliminent Grenade-sur-Garonne en 16ème de finale puis St Sever au tour suivant, ce qui leur assure la  montée dans le groupe B de la première division. Ils poursuivent leur route avec les éliminations de Nantes (en quarts de finale) et du Stade Français de Max Guazzini en demi-finale. En finale, ils dominent Boucau-Tarnos, devant 10.000 spectateurs (le match avait lieu à St Vincent de Tyrosse).
A noter que 12 des 15 Verts présents sur la pelouse cette année-là ont été formés au Club. Grâce à son école de rugby, Peyrehorade obtient d'excellents résultats, malgré le pillage systématique à chaque intersaison (en 1993, une trentaine de joueurs formés au Club jouaient dans diverses équipes de première division). 
Saison 1994-1995. La première division est scindée en deux. Le Groupe A comprend 32 clubs qui se disputent le titre. Le groupe B, dans lequel évolue Peyrehorade, comprend 6 poules de 8, soit 48 clubs. Peyrehorade termine premier de sa poule (ex aequo avec Lannemezan et Saint-Gaudens) puis deuxième de sa poule de Play-Off. Il se qualifie pour les 1/8ème de finale où il échoue face à Lourdes.
Saison 1995-1996. Début du rugby professionnel, avec une première division appelée Groupe A et limitée à 20 clubs. Le championnat de France de rugby à XV de 2e division 1995-1996, appelé Groupe B, rassemble 56 clubs répartis en 4 poules de 14 clubs. Peyrehorade évolue dans la poule 4 et termine premier. Il se qualifie pour les phases finales. Il élimine Carcassonne en huitièmes puis Aire-sur-l'Adour en quarts  et échoue en demi-finale contre Aurillac. Il remonte en première division.
Saison 1996-1997. Peyrehorade retrouve la première division, qui s'est à nouveau modifiée à l'intersaison, avec la création de deux sous-groupes (A1 et A2) de 2 poules de 10 clubs chacun. Peyrehorade fait donc partie des 40 premiers clubs français. Il évolue dans la poule 2 du groupe A2 et termine dernier de sa poule, à 3 points du maintien. Il redescend en deuxième division.
Saison 1997-1998. Réorganisation de l'élite. La première division de la saison précédente était scindée en deux groupes A1 et A2. Désormais, les groupes sont indépendants. Le groupe A1 (2 poules de 10) correspond à la première division et le groupe A2 (également 2 poules de 10) devient la deuxième division. 
En dessous, le groupe B est également divisé en deux divisions, appelés Nationale 1 (qui correspond donc à la troisième division) et Nationale 2 (quatrième division). Peyrehorade évolue en Nationale 1, composée de 4 poules de 12. Il se qualifie pour les 8èmes de finale où il chute d'entrée face à Istres. Il reste en Nationale 1.
Saison 1998-1999. Peyrehorade évolue dans la poule C de la Nationale 1 (appelée aussi 1ère division Fédérale), avec 56 équipes réparties sur 4 poules. Peyrehorade évolue dans la poule C où il se classe second. Il se qualifie pour les 1/8ème de finale, où il élimine Bedarrides, puis il échoue en quarts contre Aubenas. Il reste dans la première division Fédérale.
Saison 1999-2000. Peyrehorade évolue dans la poule C de Nationale 1 (ou 1ère division Fédérale) où il se classe premier. Qualifié pour les phases finales, il est éliminé d'entrée par Albi.

### Années 2000-2010: une situation stable en Fédérale 2
Position de Peyrehorade dans la hiérarchie. Peu à peu, le rugby professionnel se stabilise avec l'avènement du TOP 14 (14 clubs) en 2005 et de la Pro D2 (16 clubs) dès 2001. En dessous, il y a la première division amateur, appelée Nationale 1 puis Fédérale 1 (dont la composition évoluera de 62 à 48 équipes). Peyrehorade démarre la décennie en Nationale 1/Fédérale 1 et évoluera ensuite, à partir de 2003-2004, en Fédérale 2.
Evolution des règles. Limitation à 1,5 m de la poussée en mêlée : déjà en vigueur dans les séries régionales et chez les jeunes, cette règle est étendue aux divisions Fédérale 1 et 2 lors de la saison 2002/2003. Évolution de la règle des arrêts de volée : à partir de 2004/2005, la règle n'impose plus que le joueur faisant un arrêt de volée ait les deux pieds au sol (il peut être en l'air). Enfin, en 2008/2009, si une équipe entre le ballon dans ses 22 m, il lui est interdit de le dégager directement en touche (sinon, mêlée à l'endroit du coup de pied, avec introduction pour l'équipe adverse).
Saison 2000-2001. Peyrehorade évolue en Nationale 1 et termine 8ème (sur 12) de sa poule et assure son maintien.
Saison 2001-2002. Peyrehorade évolue en Fédérale 1, termine 6ème (sur 14) de sa poule et se qualifie pour les 1/16ème de finale, où il est battu d'un pont par Limoges.
Saison 2002-2003. Peyrehorade évolue en Fédérale 1, où il termine avant-dernier de sa poule, synonyme de descente en Fédérale 2.
Saison 2003-2004. Peyrehorade évolue en Fédérale 2. Il termine deuxième de sa poule et se qualifie pour les 16ème de finale, où il est éliminé par Nantes. Il reste en Fédérale 2
Saison 2004-2005. Peyrehorade est en Fédérale 2, où il termine à nouveau second de sa poule et se qualifie pour les phases finales. Il élimine Saint Cernon en 1/16ème, Valence d'Agen en 1/8ème et chute en quarts contre Saint-Sever. Il reste en Fédérale 2.
Saison 2005-2006. Peyrehorade évolue en Fédérale 2, où il termine troisième de sa poule. Pour se qualifier, il passe par les barrages (victoire sur Angoulême), il élimine ensuite Guéret (en 1/16ème de finale) et Orthez (1/8ème de finale) avant de buter sur Nafarroa (en quart de finale), le futur champion de France. Il reste en Fédérale 2.
Saison 2006-2007. Peyrehorade évolue en Fédérale 2. Il termine 4ème de sa poule, bat Carcassonne en Barrage, puis Mielan-Mirande en 1/16ème de Finale, avant d'échouer en 1/8ème de Finale face à Valence d'Agen.
Saison 2007-2008. Peyrehorade évolue en Fédérale 2. Il termine 6ème de sa poule, accède aux Barrages où il est éliminé par Boucau-Tarnos.
Saison 2008-2009. Peyrehorade évolue en Fédérale 2. Il termine 9ème de sa poule.
Saison 2009-2010. Peyrehorade évolue en Fédérale 2. Il termine 7ème de sa poule.

### Années 2010-2020: La Fédérale 2 avec un intermède de deux ans en Fédérale 3
Position de Peyrehorade dans la hiérarchie. On a deux divisions professionnelles, le Top14 (14 clubs) et la ProD2 (16 clubs). En dessous, il y a la Fédérale 1, qui est la première division amateur, composée de 49 clubs au début de la décennie, 40 clubs au milieu et 48 clubs à la fin. Peyrehorade évolue en Fédérale 2, avec un bref passage (deux saisons) en Fédérale 3.
Evolution des règles. En 2017, la transformation de l'essai de pénalité est supprimée et celui-ci vaut 7 points. En 2018-2019, en Fédérale 2 et dans les divisions inférieures, le plaquage au-dessus de la taille est interdit.
Saison 2010-2011. Peyrehorade évolue en Fédérale 2 où il termine 8ème de sa poule.
Saison 2011-2012. Peyrehorade évolue en Fédérale 2 où les poules ont été ramenées de 12 à 10 équipes. Il termine 9ème de sa poule.  Il est en position de relégable mais parmi les relégables, il fait partie des meilleurs, ce qui lui permet de se maintenir in-extrémis en Fédérale 2 car d'autres équipes d'autres poules, bien qu'ayant gagné le maintien sur le plan sportif, ont subi une relégation administrative. 
Saison 2012-2013. L'équipe fanion, en sursis en Fédérale 2, termine neuvième et descend en Fédérale 3. 
Saison 2013-2014. Peyrehorade évolue en Fédérale 3. Peyrehorade termine dans le quatuor de tête de sa poule et accède aux phases qualificatives d'accession à la Fédérale 2. Mais il échoue dès le premier tour face à Hasparren. 
Saison 2014-2015. Peyrehorade évolue en Fédérale 3. Il termine premier de sa poule puis décroche son billet pour la Fédérale 2 en passant les deux premiers tours (Hasparren en 1/32ème de finale et Pamiers en 1/16ème de finale) des phases éliminatoires. Il élimine ensuite Boucau-Tarnos (en 1/8ème de finale) puis Gruissan (en quart de finale et se trouve face à Annecy en demi-finale. Le résultat de la demi-finale (17-15 en faveur de Peyrehorade) est invalidé par la FFR. La demi-finale sera rejouée et perdue.
Saison 2015-2016. Peyrehorade retrouve la Fédérale 2, termine 7ème de sa poule et assure son maintien.
Saison 2016-2017. Peyrehorade évolue en Fédérale 2 et se classe 4ème de sa poule. Il échoue en barrage contre Nafarroa et n'accède donc pas aux phases finales. 
Saison 2017-2018. Peyrehorade évolue en Fédérale 2 où les poules passent de 10 à 12 clubs. Malgré un sous-effectif chronique, les Verts font un bon parcours et terminent 5ème de leur poule.
Saison 2018-2019. L'équipe fanion évolue toujours en Fédérale 2 et termine 4ème ex aequo, signe de qualification. En 16ème de finale, elle perd face à Issoire, qui décrochera le titre de champion de France de Fédérale 2.  
Saison 2019-2020. Peyrehorade évolue en Fédérale 2. La saison est brutalement stoppée après 18 matchs alors que Peyrehorade occupe la troisième place au classement. Au titre de meilleur troisième, il se voit proposer (par la FFR)  une accession à la Fédérale 1 mais décline cette proposition et choisit de rester en Fédérale 2.

### Récapitulatif des années de qualification, montées et descentes
| Année                                                                       | 1951 | 1952            | 1953 | 1954            | 1955          | 1956          | 1957          | 1958          | 1959 | 1960 |
| --------------------------------------------------------------------------- | ---- | --------------- | ---- | --------------- | ------------- | ------------- | ------------- | ------------- | ---- | ---- |
| Phases finales                                                              |      | Quart de finale |      | Quart de finale | 16e de finale | 16e de finale | 16e de finale | 16e de finale |      |      |
| Peyrehorade évolue en deuxième division (appelée Excellence, puis Fédérale) |      |                 |      |                 |               |               |               |               |      |      |

| Année                                                      | 1961            | 1962          | 1963 | 1964 | 1965          | 1966            | 1967 | 1968 | 1969 | 1970 |
| ---------------------------------------------------------- | --------------- | ------------- | ---- | ---- | ------------- | --------------- | ---- | ---- | ---- | ---- |
| Phases finales                                             | Quart de finale | 16e de finale |      |      | 16e de finale | Quart de finale |      |      |      |      |
| Peyrehorade évolue en deuxième division (appelée Fédérale) |                 |               |      |      |               |                 |      |      |      |      |

| Année | 1971 | 1972 | 1973 | 1974 | 1975         | 1976                    | 1977          | 1978                            | 1979 | 1980          |
| --- | ---- | ---- | ---- | ---- | ------------ | ----------------------- | ------------- | ------------------------------- | ---- | ------------- |
| Phases finales |      |      |      |      | 8e de finale |                         | 32e de finale | Demi-finale                     |      | 16e de finale |
| Montée/descente |      |      |      |      |              | Descente en 2e division |               | Montée en 1re division groupe B |      |               |
| Peyrehorade évolue en deuxième division en début de décennie puis se retrouve en première division Groupe B à la faveur d'une modification de la formule du championnat intervenue pour la saison 1973-1974. |      |      |      |      |              |                         |               |                                 |      |               |

| Année                                                                        | 1981            | 1982          | 1983                    | 1984          | 1985          | 1986          | 1987                    | 1988                    | 1989                             | 1990                          |
| ---------------------------------------------------------------------------- | --------------- | ------------- | ----------------------- | ------------- | ------------- | ------------- | ----------------------- | ----------------------- | -------------------------------- | ----------------------------- |
| Phases finales                                                               | Quart de finale | 16e de finale |                         | 32e de finale | 16e de finale | 32e de finale | Demi-finale             |                         | Quart de finale                  |                               |
| Montée/descente                                                              |                 |               | Descente en 2e division |               |               |               | Montée en 1ère division | Descente en 2e division | Montée en 1ère division groupe B | Descente en deuxième division |
| Peyrehorade démarre en première division et fera des allers-retours ensuite. |                 |               |                         |               |               |               |                         |                         |                                  |                               |

| Année | 1991 | 1992          | 1993          | 1994                             | 1995         | 1996        | 1997                   | 1998         | 1999            | 2000         |
| --- | ---- | ------------- | ------------- | -------------------------------- | ------------ | ----------- | ---------------------- | ------------ | --------------- | ------------ |
| Phases finales |      | 16e de finale | 16e de finale | Champion de France               | 8e de finale | Demi-finale |                        | 8e de finale | Quart de finale | 8e de finale |
| Montée/descente |      |               |               | Montée en 1ère division Groupe B |              |             | Descend en 2e division |              |                 |              |
| Multiples changements de formule du championnat. Peyrehorade démarre la décennie en deuxième division, et remonte en première division pour trois saisons. Il redescend ensuite d'une division et termine la décennie en Nationale 1, appelée aussi 1ère division fédérale. |      |               |               |                                  |              |             |                        |              |                 |              |

| Année                                                         | 2001 | 2002          | 2003                   | 2004          | 2005            | 2006            | 2007         | 2008 | 2009 | 2010 |
| ------------------------------------------------------------- | ---- | ------------- | ---------------------- | ------------- | --------------- | --------------- | ------------ | ---- | ---- | ---- |
| Phases finales                                                |      | 16e de finale |                        | 16e de finale | Quart de finale | Quart de finale | 8e de finale |      |      |      |
| Montée/descente                                               |      |               | Descente en Fédérale 2 |               |                 |                 |              |      |      |      |
| Peyrehorade commence à s'installer durablement en Fédérale 2. |      |               |                        |               |                 |                 |              |      |      |      |

| Année | 2011 | 2012 | 2013                   | 2014          | 2015                   | 2016 | 2017 | 2018 | 2019          | 2020 |
| --- | ---- | ---- | ---------------------- | ------------- | ---------------------- | ---- | ---- | ---- | ------------- | ---- |
| Phases finales |      |      |                        | 32e de finale | Demi-finale            |      |      |      | 16e de finale |      |
| Montée/descente |      |      | Descente en Fédérale 3 |               | Remontée en Fédérale 2 |      |      |      |               |      |
| Peyrehorade continue sa descente vers la Fédérale 3 avant de remonter en Fédérale 2 et de jouer dans le haut du tableau ensuite. |      |      |                        |               |                        |      |      |      |               |      |

## Personnalités du club

### Joueurs emblématiques
- Jean Darrieussecq, international A
- Jean-Frédéric Dubois, international A
- Claude Laborde, international A
- Christophe Lamaison, international
- Julien Peyrelongue, international
- Michel Taffary, international A
- Marian Tudori, international
- Gaston Dubois, créateur de l'école de rugby et président

### Entraîneurs
- 2018-2022 : Sébastien Cergnul et Pascal Idieder[29]
- 2022 : Olivier August et Sébastien Jaca[29]

### Présidents
Les personnes suivantes se succèdent au poste de président du club de rugby :
- 1919-1924 : Jean-Baptiste Discazeaux
- 1924-1925 : Michel Blanloeil
- 1925-1926 : Eugène Peyroux
- 1926-1929 : Adrien Darridole
- 1929-1931 : Edouard Narbonne
- 1931-1934 : Adrien Darridole
- 1934-1939 : Joseph Dabadie
- 1939-1940 : Auguste Nunes
- 1940-1941 : Emile Parra
- 1941-1944 : Jean Prats
- 1944-1955 : Bernard Lesgourgues
- 1955-1958 : Jean Prats
- 1958-1961 : François Destandau
- 1961-1968 : Bernard Lesgourgues
- 1968-1988 : Gaston Dubois
- 1988-1990 : Jean-Paul Larran
- 1990-1996 : Gaston Dubois, Jean-Pierre Duvert et Michel Hayedot
- 1996-2008 : Jean-Louis Bareigts et François Coulinet
- 2008-2013 : Jean-Louis Bareigts et Julien Pédelucq
- 2013-2015 : Jean-Louis Bareigts, Julien Pédelucq et Thierry Ladonne
- 2015-2016 : Jean-Louis Bareigts et Thierry Ladonne
- depuis 2016 : Jean-Louis Bareigts, Thierry Ladonne et François Lafitte